# Rondibilis albovittipennis
Rondibilis albovittipennis är en skalbaggsart som först beskrevs av Stefan von Breuning 1956.  Rondibilis albovittipennis ingår i släktet Rondibilis och familjen långhorningar. Inga underarter finns listade i Catalogue of Life.